# Juan José Salazar García
Juan José Salazar García (* Distrito de Ferreñafe, 18 de febrero de 1947 -  ), es un ingeniero agrónomo y político peruano. Fue Alcalde de la provincia de Ferreñafe en dos periodos entre 1987 a 1989 y 2003 a 2006. También fue representante ante la asamblea regional de la Región Nororiental del Marañón y Ministro de Agricultura durante el segundo gobierno de Alan García Pérez. Es fundador del movimiento Contigo Lambayeque.

## Biografía
Nació en Ferreñafe, departamento de Lambayeque, el 18 de febrero de 1947, hijo de José Manuel Salazar La Valle y Olga Georgina García Salazar. 
Cursó sus estudios primarios y parte de los secundarios en la ciudad de Chiclayo. En 1961 viajó a El Callao para terminar sus estudios en el Colegio Militar Leoncio Prado formando parte de la Promoción XVIII egresada en 1963. Sus estudios superiores los realizó en la Universidad Agraria del Norte que luego formó parte de la Universidad Nacional Pedro Ruiz Gallo obteniendo el título de ingeniero agrónomo en el año 1968. 

### Trayectoria
Las labores desempeñadas en el sector público comprenden: gerente general (en 1989) y presidente (en 1990) de la Corporación de Desarrollo de  Lambayeque (CORDELAM). En 1991 fue elegido presidente del Consejo Nacional de Presidentes Regionales del Perú. También fue presidente de los clubes deportivos Juan Aurich de Chiclayo y Boca Juniors de Ferreñafe así como del Club de Leones de Ferreñafe.

### Trayectoria política
El 1990 participó en las primeras elecciones regionales, siendo elegido como representante a la asamblea regional de la región Nororiental del Marañón creada durante el primer gobierno de Alan García Pérez y que fuera disuelta el 5 de abril de 1992, en un autogolpe decretado por Alberto Fujimori. 
Fue elegido alcalde de la provincia de Ferreñafe en dos períodos (1987-1989 y 2003-2006). Tentó su reelección para dicho cargo en las elecciones de 1998 y 2014 sin obtener la representación. Asimismo, también tentó la alcaldía provincial de Chiclayo en las elecciones municipales de 1993 por el Partido Aprista Peruano sin éxito. Participó en las elecciones regionales del 2010 como candidato a presidente regional de Lambayeque del movimiento Contigo Lambayeque quedando en 4 lugar con el 9.845% de los votos.

#### Ministro de Estado
En julio del 2006 Salazar García fue nombrado por Alan García como Ministro de Agricultura integrando el primer Gabinete de Ministros del segundo gobierno del presidente García. Ocupó el cargo el 28 de julio de 2006 hasta el 21 de mayo de 2007, presentó su renuncia a la cartera de Agricultura, tras haber firmado un acta que pedía evaluar el retiro del país de la Convención de Viena, que penalizó la hoja de coca en 1961.[cita requerida].